# Лирхус, Одд
Одд Лирхус (норв. Odd Lirhus; 18 сентября 1956, Восс, Норвегия) — бывший норвежский биатлонист, серебряный призёр Олимпийских игр 1984 года в эстафете, чемпион мира 1978 года в индивидуальной гонке, многократный призёр чемпионатов мира.

## Спортивная карьера
Ещё в юности Одд Лирхус зарекомендовал себя как хорошего спортсмена. На Чемпионате мира среди юниоров 1977 года он завоевал две золотые медали (в индивидуальной гонке и эстафете).
Уже в следующем, 1978 году, норвежец дебютировал на Чемпиона мира среди взрослых и сразу стал чемпионом мира в индивидуальной гонке в 20 километров в австрийском Хохфильцене, а также выиграл серебряную медаль в эстафете. Спустя год Лирхус стал вторым на Чемпионате мира в спринте, уступив только легендарному Франку Ульриху.
В 1980 году спортсмен участвовал в Олимпийских играх в Лейк-Плесиде, но выступил неудачно, его лучшим результатом стало четвёртое место в составе норвежской эстафеты. В 1982 и 1983 годах Лирхус в составе норвежской четверки становился призёром Чемпионата мира, получив серебро и бронзу соответственно.
В январе 1984 года одержал свою вторую и последнюю победу на этапах Кубка мира. Это произошло в шведском Фалуне в индивидуальной гонке на 20 километров. Спустя месяц, на Олимпийских играх в Сараево спортсмен вместе с товарищами по команде Норвегии финишировал на втором месте в мужской эстафете 4х7,5 км.

## Тренерская карьера
После сезона 1983/1984 Одд Лирхус взял перерыв, чтобы хорошо подготовиться к домашнему Чемпионату мира в Хольменколлене, который должен был пройти в 1986 году. Однако возвращение не состоялась. Одно время норвежец работал с канадской сборной по биатлону, а с 2002 по 2005 год был наставником женской команды Норвегии. Под его руководством Лив Грете Шельбрейд-Пуаре выиграла четыре золотые медали на Чемпионате мира 2004 года в Оберхофе. В 2009 году Лирхус был личным тренером Кати Вильхельм и сыграл большую роль в успехах немки на Чемпионате мира в южнокорейском Пхёнчханге. Сейчас норвежец живёт Осгордстранде и работает старшим тренером в школе.

## Результаты на крупных соревнованиях

### Олимпийские игры
1 медаль (1 серебро)
| Соревнования     | Индивидуальная гонка | Спринт | Эстафета |
| ---------------- | -------------------- | ------ | -------- |
| Лейк-Плесид 1980 | 23                   | 7      | 4        |
| Сараево 1984     | 24                   | —      | Серебро  |

### Чемпионат мира
5 медалей (1 золото, 3 серебра, 1 бронза)
| Соревнования    | Индивидуальная гонка | Спринт  | Эстафета |
| --------------- | -------------------- | ------- | -------- |
| Хохфильцен 1978 | Золото               | 6       | Серебро  |
| Рупольдинг 1979 | 21                   | Серебро | 4        |
| Лахти 1981      | —                    | 18      | 4        |
| Минск 1982      | 11                   | 4       | Серебро  |
| Анхольц 1983    | 5                    | 10      | Бронза   |

### Победы на этапах Кубка Мира
2 победы
| Сезон              | Дата          | Место соревнований | Дисциплина                    | Уровень        |
| ------------------ | ------------- | ------------------ | ----------------------------- | -------------- |
| 1977/1978 1 победа | 2 марта 1978  | Хохфильцен         | индивидуальная гонка на 20 км | Чемпионат мира |
| 1983/1984 1 победа | 6 января 1984 | Фалун              | индивидуальная гонка на 20 км | Кубок мира     |